# Hans-Joachim Priebe
Hans-Joachim Priebe (* 28. Januar 1947 in Lübeck) ist ein deutscher Anästhesist und emeritierter Hochschullehrer.

## Leben
Hans-Joachim Priebe ist ein Sohn des gleichnamigen Lübecker Rechtsanwalts Hans-Joachim Priebe († 1957) und der Frauenärztin Theresia Priebe, geb. Hiebl (1915–2014), die 1987 mit der Denkmünze der Gesellschaft zur Beförderung gemeinnütziger Tätigkeit ausgezeichnet wurde.
Er besuchte das Johanneum zu Lübeck bis zum Abitur 1966 und studierte Humanmedizin. 1972 bestand er das Medizinische Staatsexamen. Von 1972 bis 1974 war er Medizinalassistent und wurde 1973 an der Albert-Ludwigs-Universität Freiburg zum Dr. med. promoviert. Von 1974 bis 1978 machte er seine Facharztausbildung in Anästhesiologie an der Harvard Medical School und am Beth Israel Hospital in Boston, wo er von 1978 bis 1980 als Oberarzt arbeitete. 
Von 1980 bis 1988 war er Oberarzt am Kantonsspital Basel. 1986 habilitierte er sich an der Universität Basel. 1989 wurde er zum C3-Professor für Anästhesiologie an der Albert-Ludwigs-Universität Freiburg und zum Oberarzt der Anästhesiologischen Universitätsklinik berufen. 
Er war von 1994 bis 1999 Board Mitglied des British Journal of Anaesthesiology und seit 1998 Sekretär der European Society of Anaesthesiologists.

## Schriften
- Die Verteilung der Normalwerte des Transferrins bei Männern, Frauen und Neugeborenen. Freiburg (Breisgau), Univ., Med. Fak., Diss. 1973

Für seine Artikel siehe:
- Eintrag im ResearchGate